# Cortland

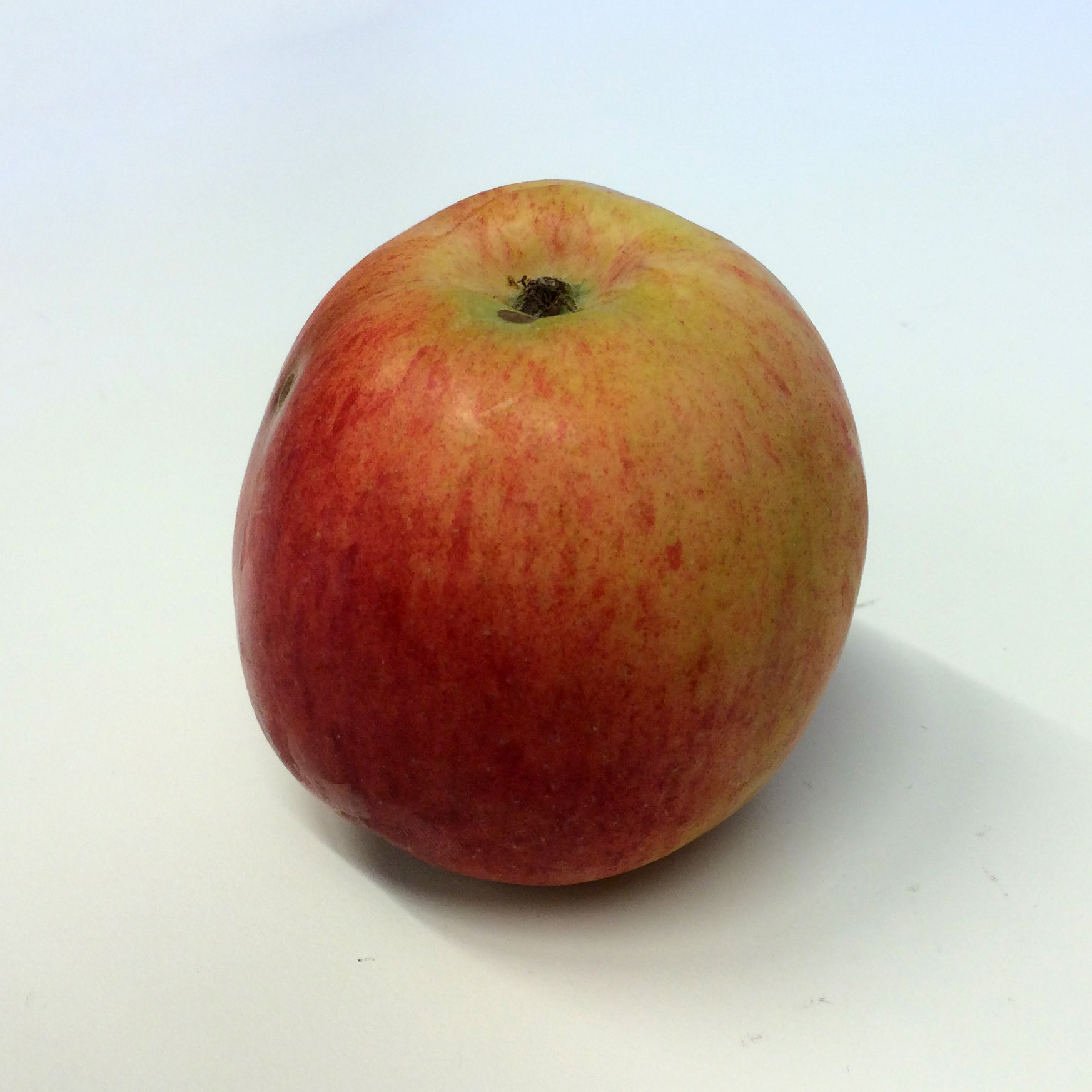
Ett äpple av sorten Cortland, fotograferat i samband med Nordiska museets äppelfestival i september 2014.

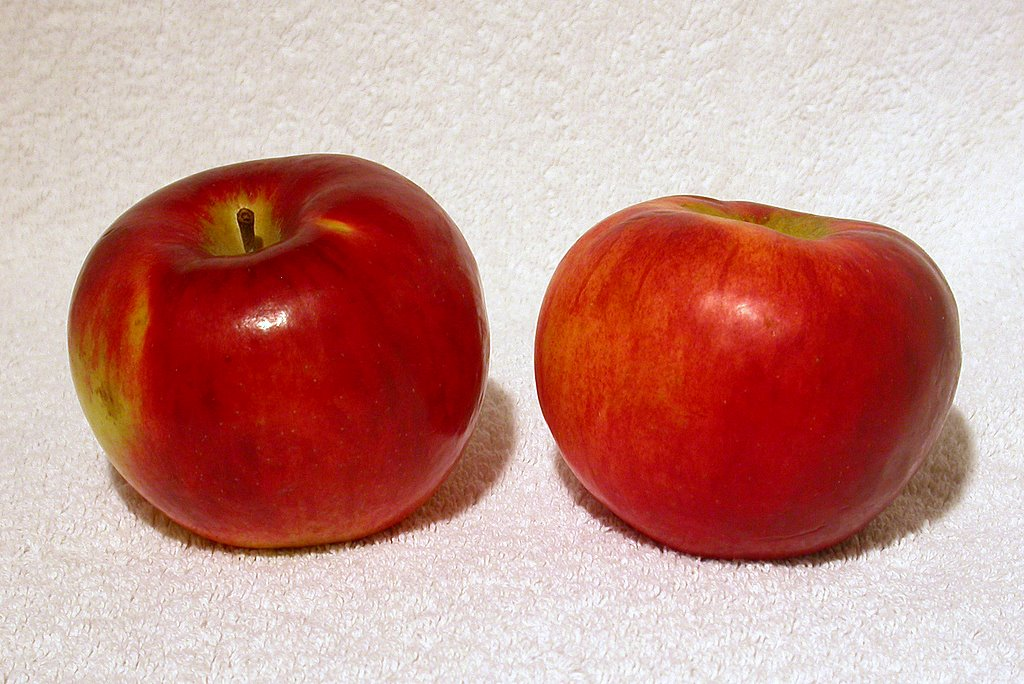
Två Cortland-äpplen.

Cortland är en äppelsort med mestadels rött skal, och är en korsning av äpplena Ben Davis och McIntosh. Ursprunget är amerikanskt. Köttet är vitt med mild smak. Vintertid importeras en del Cortland från USA och Kanada. C-vitamin 6mg/100gram, syra 0,78%, socker 9,6%.
Cortland har funnit i Svenska yrkesodlingar med 45000 träd.
Blomningen är medeltidig till rätt sen. Cortland pollineras av bland annat Aroma, Cox Orange, Cox Pomona, Filippa, Summerred, Sylvia och Transparente Blanche. I Sverige odlas Cortland gynnsammast i zon I-III.
Cortland började spridas i Sverige av Alnarps Trädgårdar år 1946.